# Antropozófus orvoslás
Az antropozófus vagy antropozófikus orvoslás a Rudolf Steiner által alapított antropozófia elvein nyugvó holisztikus alternatív gyógymód.

## Alapelvei[1]

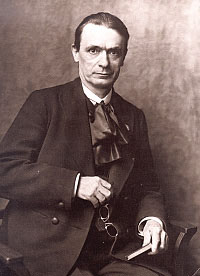
Rudolf Steiner (1861-1925)

Az antropozófia megalapítója, Rudolf Steiner megfigyelései szerint az ember lénye a földi életben négy összetevőből áll, melyek a következők:
- a fizikai test, mellyel minden élettelen és élő is rendelkezik, még az ásványok is;
- az étertest (élettest), mellyel minden élőlény rendelkezik, már a növények is;
- az asztráltest, mellyel minden érző lény rendelkezik, már az állatok is;
- az Én, az ember középpontja, mellyel kiemelkedik az állatvilágból, mert önállóan és egyedileg rendelkezik vele.

Strukturális megközelítésben e négy összetevő egymáshoz való viszonyától függ az egészség és a betegség.
Az antropozófus orvoslás az ember hármas tagozódású szemléletén alapul, mellyel hidat képez az ember lelki szellemi (tudati) és a testi működése között:
- idegi-érzékszervi rendszer: a lelki-szellemi élet értelmi-képzeleti oldalának hordozója;
- anyagcsere-végtag rendszer: az akarati működés hordozója;
- és a fentiek között egyensúlyt biztosító ritmikus-keringési rendszer: az érzés-élet hordozója.

Ez azt jelenti, hogy az akarati impulzusok és érzések elsősorban nem az idegekkel vannak kapcsolatban, hanem az érzések a nedvek keringésével és a lélegzéssel, az akarat pedig az anyagcserével és a mozgásszervekkel. 
Funkcionális megközelítésben e három rendszer egyensúlya okozza az egészséget, egyensúlyuk megbomlása pedig a betegséget.
Az antropozófus orvoslás elismeri a természettudományos orvoslás ismereteit, ám azt saját felismeréseivel bővíti. A módszer szerves része a pácienssel való beszélgetés is, figyelembe véve addigi életeseményeit (biográfiáját). Betegségeket akár az előző életek cselekedeteinek, életmódjának és lelki sajátosságai is okozhatnak.

„Az a fajta mai orvostudomány, amely csak a halott szervekkel foglalkozik, elvesztette az ember és környezete, a növények, a Föld és a csillagok közötti összefüggések ismeretét, és ezzel veszendőbe ment a gyógyítás tényleges tudása is. Mert a környező világnak, az egész makrokozmosznak kell számunkra azokat az erőket és anyagokat nyújtania, melyeket nekünk az emberhez, a mikrokozmoszhoz kell eljuttatnunk, hogyha hiányzik neki valami, vagy zavar lépett fel nála. A gyógyítás művészete valójában csak egy olyan embertan révén születhet meg újra, amely az ember korszakokon át tartó fejlődéséből tárja fel az ember és a kozmosz kapcsolatát.”

– Ita Wegman

Az antropozófus orvoslás által használt gyógyszerek természetes eredetű (ásványi, növényi, állati és emberi) anyagokat tartalmaznak, legtöbbször a homeopátiához hasonlóan hígított formában. Alapanyagaik gyűjtésekor és előállításakor figyelembe veszik a különböző napszakok és évszakok ismert vagy feltételezett hatásait is.

### Módszerei
- Gyógyszerek, gyógyhatású készítmények (golyócskákra felvitt hatóanyagok, porok, tabletták, oldatok, cseppek, olajok, esszenciák, kenőcsök, injekciók)
- Ritmikus masszázs
- Fürdők, külső beavatkozások (pakolások, borogatások, bedörzsölések)
- Gyógyeuritmia (az euritmia nevű mozgásművészetből kifejlesztett mozgásterápia)
- Művészetterápiák: zene, festés/formarajzolás, szobrászat/kézművesség, beszédképzés

Az antropozófiai medicina igyekszik a fenti terápiákat és eszközöket alkalmazni, de a beteg életminőségének és gyógyulásának érdekében esetenként használja azon gyógyszerek és módszerek jelentős részét is, amelyet a hagyományos medicina eszközeiként ismerünk.
Az antropozófus orvoslás szervesen kapcsolódik az antropozófia más területeihez is.

## Története[2]

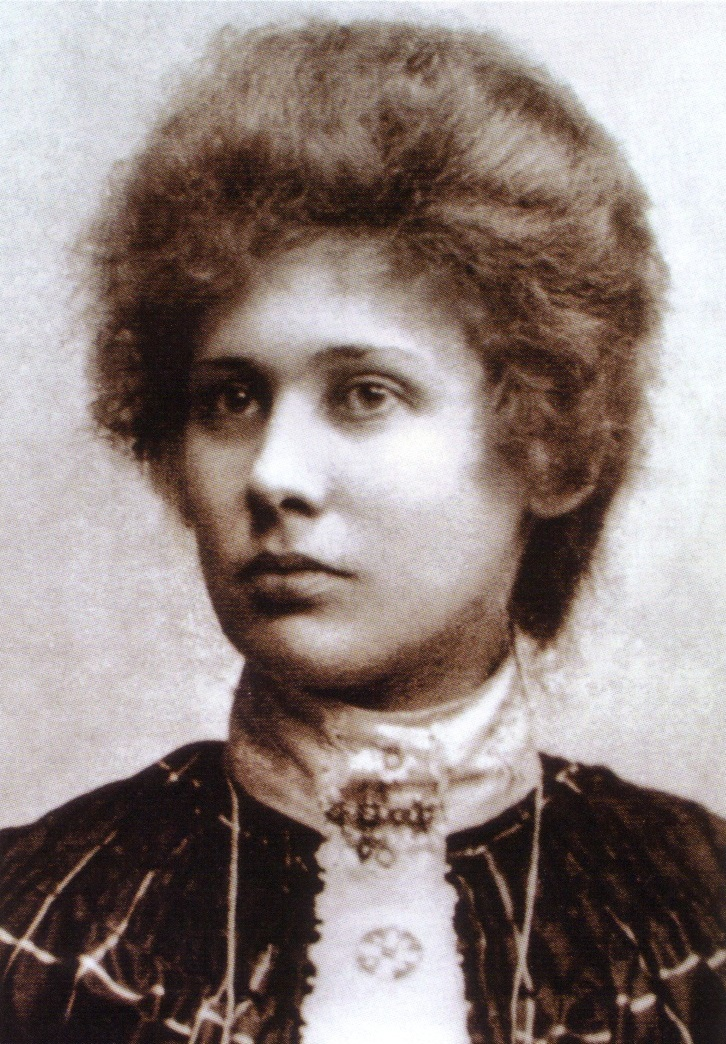
Dr. Ita Wegman (1876-1943)

- 1917. Az Iscar (ma Iscador) rákellenes szer első alkalmazása Ita Wegman orvos közreműködésével.
- 1921. június 8. Az első intézmény, a svájci Arlesheimben lévő Klinisch-therapeutische Institut (Klinikai-Terápiás Intézet) megnyitása (főorvosa dr. Ita Wegman).
- 1923–1924. Rudolf Steiner és Wegman az első antropozófiai orvosi könyvön dolgozik (megjelenik 1925-ben).
- 1923 december. Ita Wegman vezetésével megalakul a Goetheanum orvosi szekciója.
- 1924. március 25. Arlesheimben megalakul az első antropozófus készítményeket gyártó gyógyszercég, az Ilag (ma Weleda Inc.)
- 1924. Az antropozófus gyógypedagógia kezdete Franz Löffler,[3] Siegfried Pickert és Albert Strochschein orvosokkal.
- 1926 nyarán megjelenik az első antropozófus orvosi folyóirat, a Natura.
- 1929-1935. Kutatómunka az arlesheimi klinika laboratóriumában a homeopátiás gyógyszerkészítésről.
- 1930. Wegman szervezésében Berlinben megtartják az módszerről, a táplálkozásról és a biodinamikus mezőgazdálkodásról szóló első konferenciát.
- 1935. Rudolf Hauschka megalapítja a Wala gyógyszergyárat.
- 1940. június 1. A skóciai Aberdeen közelében Karl König kezdeményezésére megnyílt az első Camphill-otthon fogyatékos gyermekek gondozására. 1954-ben létrehozták az első felnőtt otthont is.

Az antropozófus orvoslás alkalmazóit és kutatóit a Szovjetunióban, a náci Németországban, illetve a szocialista országokban üldözték, börtönbe vetették, száműzték, sőt halálra is ítélték. Magyarországon legálisan csak 1990 után indulhatott el az antropozófus orvoslás.

### Az antropozófus orvoslás úttörői
- Madeleine P. van Deventer (Hollandia)
- Ita Wegman (Hollandia)
- F.W. Zeylmans van Emmichoven (Hollandia)
- Bernard Lievegoed (Hollandia)
- Norbert Glas (Ausztria)
- Margarethe Hauschka-Stevenhagen (Ausztria)
- Eugen és Lili Kolisko (Ausztria)
- Karl König (Ausztria)
- Margarete Kirchner-Bockholt (Németország)
- Ehrenfried Pfeiffer (Németország)
- Emil és Rolf Brestowsky (Magyar Királyság)
- Ceglédi Margit (Magyar Királyság)
- Göllner Lajos (Magyar Királyság)
- Solti Gyula (Magyar Királyság)

## Hatásvizsgálatok
Az antropozófus orvoslás legtöbb elemét nem vizsgálták tudományosan, ilyen vizsgálatokat maguk a módszer művelői sem végeztek. A legismertebb antropozófikus gyógyszer a rák kezelésére ajánlott Iscador, amely valójában erjesztett fagyöngykivonat. Steiner a homeopátia és a szignatúratan alapján javasolta a rák gyógyítására, azzal indokolva, hogy mind a ráksejtek, mind a fagyöngy paraziták. A fagyöngykészítmények gyógyító hatását klinikai tesztekkel nem sikerült bizonyítani, viszont számos mellékhatást feljegyeztek.

## Ajánlott irodalom
- Rudolf Steiner: Szellemtudományos embertan (Bp., 2006, Genius)
- Rudolf Steiner – Ita Wegman: A gyógyító művészet kitágításának megalapozása (Bp., 2006, Natura)
- W. Goebel – M. Glöckler: A nagy gyermek-kalauz (Bp., 2011, Futura)
- Dr. Jakab Tibor: Antropozófia a gyógyításban
- Peter Selg: Christliche Medizin (Dornach, 2005)